# 脇山順子
脇山 順子（わきやま じゅんこ、1936年 - ）は、日本の料理研究家。元長崎女子短期大学教授。長崎の味研究グループ代表を務め、長崎の食文化について研究している。

## 経歴
1936年、長崎県長崎市生まれ。長崎市立桜馬場中学校、長崎県立長崎東高等学校を経て、長崎大学学芸学部（現・教育学部）を卒業。 長崎女子商業高等学校の家庭科教員、長崎総合科学大学附属高等学校の非常勤講師を経て、1983年から2002年まで長崎女子短期大学で調理学・食育学を教えた。その後も県立長崎シーボルト大学やこころ医療福祉専門学校などで非常勤講師を務めた。
長崎の食文化についての研究に努め、ながさきの「食」推進委員会食育部会会長や長崎市地産地消アドバイザーを歴任。このほか女性の社会進出に向けた取り組みにも尽力し、長崎県男女共同参画審議会会長などを務め、2010年には男女共同参画社会づくり功労者として内閣総理大臣表彰を受けた。

## 人物・研究
8歳のときに被爆。信条である「食は命なり」は、こうした戦時中の経験が原点になっているという。また被爆によって長崎の食文化が途絶えかけていた中で、先人たちが何をどのように食していたかに関心を寄せたことが、長崎の食文化を研究するきっかけになったという。

## 著書
- 「百花繚乱ふるさとの味 長崎料理」（長崎新聞社、2005年）
- 「かあさんのレシピ 長崎スローフード食卓」（長崎文献社、2010年）

### 共著
- 梶田武俊・加田静子・橋本慶子・小田求・高木節子編 「調理のための 食品学辞典」（朝倉書店、1994年）
- 石松成子・鎹吉・外西壽鶴子編 「NEW 基礎調理学」（医歯薬出版、1999年）